# Bebearia achillaena
Bebearia achillaena är en fjärilsart som beskrevs av Max Bartel 1905. Bebearia achillaena ingår i släktet Bebearia och familjen praktfjärilar. Inga underarter finns listade i Catalogue of Life.